# Spółgłoska boczna szczelinowa dziąsłowa bezdźwięczna
Spółgłoska boczna szczelinowa dziąsłowa bezdźwięczna – rodzaj dźwięku spółgłoskowego występujący w językach naturalnych. W międzynarodowej transkrypcji fonetycznej IPA oznaczana jest symbolem [ɬ].

## Artykulacja
W czasie artykulacji podstawowego wariantu [ɬ]:
- modulowany jest prąd powietrza wydychanego z płuc, czyli artykulacja tej spółgłoski wymaga inicjacji płucnej i egresji (spółgłoska płucna egresywna)
- tylna część podniebienia miękkiego zamyka dostęp do jamy nosowej, powietrze uchodzi przez jamę ustną (spółgłoska ustna)
- prąd powietrza w jamie ustnej przepływa po bokach języka
- język kontaktuje się z dziąsłami, tworząc szczelinę na tyle wąską, że masy powietrza wydychanego z płuc tworzą charakterystyczny szum, jest to spółgłoska szczelinowa.
- wiązadła głosowe nie drgają, spółgłoska ta jest bezdźwięczna.

## Przykłady
- w języku awarskim: лъабго [ˈɬabgo] "trzy"
- w języku nawaho: ła' [ɬaʔ] "trochę"
- w języku nuxálk: lhm [ɬm] "stać"
- w języku walijskim: llaw [ɬaʊ] "ręka"
- w języku zulu: isihlahla [isiˈɬaːɬa] "drzewo"